# William Graham (jugador d'hoquei)
William Evans Graham (Dublín, 29 de gener 1886 – Dublín, 5 de setembre de 1947) va ser un jugador d'hoquei sobre herba irlandès que va competir a principis del segle xx.
El 1908 va prendre part en els Jocs Olímpics de Londres, on va guanyar la medalla de plata en la competició d'hoquei sobre herbal, com a membre de l'equip irlandès.